# Daewoo K2
Pour les articles homonymes, voir Daewoo.

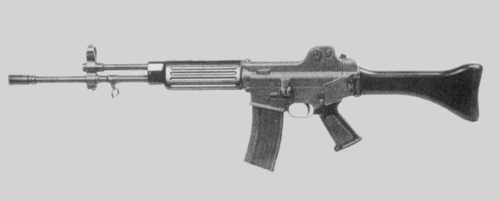
Face gauche du K2 (crosse dépliée)

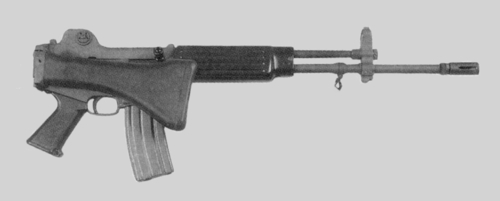
Face droite du K2 (crosse repliée)

Le Daewoo K2 est le fusil d'assaut de l'armée sud-coréenne. Il est entré en service en 1984. Il est remplacé en 2010 par le XK11.

## Caractéristiques
- Calibre : 5,56 mm OTAN
- Longueur hors-tout : 980 millimètres
- Longueur avec la crosse repliée : 730 mm
- Longueur du canon : 465 millimètres
- Poids : 3,26 kilogrammes
- Capacité du magasin : 30 cartouches
- Vitesse de tir : 750 tirs par minute

## Utilisation
En plus de la Corée du Sud, le K2 se retrouve dans les mains des militaires des Fidji, du Nigéria et du Pérou (usage limité). Il tira ainsi lors du coup d'État fidjien de 2006.

## Sources
Cette notice est issue de la lecture des revues spécialisées de langue française suivantes :
- Cibles (Fr) ;
- AMI (B, disparue en 1988) ;
- Gazette des Armes (Fr) ;
- Action Guns (Fr) ;
- Raids (Fr) ;
- Assaut (Fr).